# Charles Trenet
Louis Charles Auguste Claude (Charles) Trenet (Narbonne, 18 mei 1913 – Créteil, 19 februari 2001) was een Franse zanger, componist en acteur, actief vanaf de jaren 30 tot aan de jaren 90 van de 20e eeuw. Trenet, die vanwege zijn komische expressie en zijn vilten hoedje de bijnaam "Le Fou Chantant" (de zingende dwaas) kreeg, is vooral bekend vanwege zijn wereldhits Douce France en La mer. In Frankrijk wordt Trenet net zo geroemd als Édith Piaf en Charles Aznavour.

## La mer
Naar verluidt schreef Trenet La mer samen met Leo Chauliac in 20 minuten tijdens een treinreis tussen Carcassonne en Narbonne in 1943. La mer kreeg in 1946 een Engelse tekst van Jack Lawrence: Beyond the sea. Dit werd een ongekend wereldsucces voor onder anderen Bobby Darin en Robbie Williams. Wereldwijd zijn er meer dan 400 versies van het lied opgenomen, waaronder een Nederlandse door Rob de Nijs.

## Leven

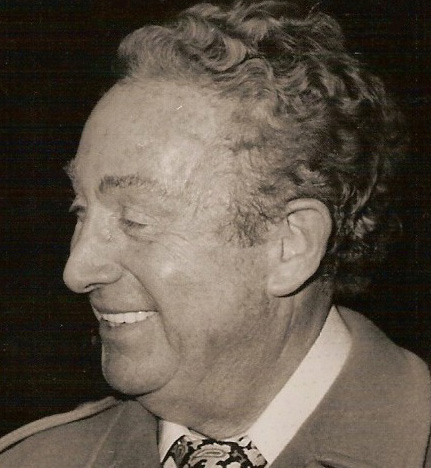
Charles Trenet in 1977

Trenet, een notariszoon uit Narbonne, kwam al vroeg met kunst in contact, mede omdat hij vanwege een ziekte lange tijd thuis moest blijven. In 1928 volgde hij zijn moeder naar Berlijn en daar kwam hij in aanraking met theater en poëzie. In de jaren 30 studeerde hij in Parijs architectuur en vormgeving. Daar ontmoette hij swing-pianist Johnny Hess en het duo Charles and Johnny werd succesvol met hits als Quand les beaux jours seront là en Sur le Yang Tsé Kiang.
In 1936 werd Trenet opgeroepen voor de dienstplicht en het duo viel uit elkaar. Tijdens zijn militaire dienst schreef hij zijn eerste succesnummers Je chante en Y'a d'la joie, een grote hit voor Maurice Chevalier.
Tijdens de Duitse bezetting speelde Trenet in enkele films. Ook bleef hij optreden, voornamelijk voor Duitse soldaten en Franse krijgsgevangenen in Duitsland. Dat werd hem niet in dank afgenomen. Mogelijk is zijn opstelling ingegeven door het feit dat Trenet als homoseksueel gevaar liep te worden gedeporteerd en er geruchten over een Joodse afkomst de ronde deden.
Na de oorlog vertrok Trenet naar de Verenigde Staten, waar hij snel een succes werd in New York en toerde in de VS, Mexico en Peru. In september 1951 keerde hij terug naar Frankrijk. Daar trad hij onafgebroken op, maar in de jaren zestig ging het niet goed met zijn carrière. In 1975 nam hij voor het eerst afscheid van de muziek.
In 1981 maakte Trenet een sterke comeback met een nieuw album. In de jaren daarop gaf hij in en buiten Frankrijk vele concerten, waaronder een serie afscheidsconcerten in het Palais des Congrès in Parijs in 1986. Maar wederom was het geen definitief afscheid. In 1999 keerde hij weer terug met het album Les poètes descendent dans la rue. Opnieuw trok Trenet volle zalen.
In april 2000 werd Trenet opgenomen in het ziekenhuis na een beroerte. Hij herstelde nog om de generale repetitie van Charles Aznavours show in het Palais des Congrès in Cannes op 25 oktober bij te wonen. Dit was zijn laatste publieke optreden. Charles Trenet overleed op 87-jarige leeftijd in het Henri Mondorziekenhuis in de Parijse voorstad Créteil aan een hersenbloeding. De urn met zijn as werd begraven op het grote kerkhof te Narbonne. Het geboortehuis van Trenet in Narbonne - 13 Avenue Charles Trenet – is een klein museum, waar onder meer de originele teksten van zijn hits zijn te zien, alsook een piano waarop hij toen speelde en componeerde.

## NPO Radio 2 Top 2000
| Nummer met noteringen in de NPO Radio 2 Top 2000 | '99  | '00 | '01  | '02  | '03  | '04  | '05  | '06  | '07  | '08  | '09  | '10  | '11  | '12  | '13  | '14  |
| ------------------------------------------------ | ---- | --- | ---- | ---- | ---- | ---- | ---- | ---- | ---- | ---- | ---- | ---- | ---- | ---- | ---- | ---- |
| La Mer                                           | 1249 | -   | 1400 | 1463 | 1386 | 1399 | 1342 | 1058 | 1404 | 1292 | 1498 | 1753 | 1772 | 1668 | 1888 | 1822 |

1. ↑  Een '-' betekent dat het nummer niet was genoteerd en een vetgedrukt getal geeft de hoogste notering aan.
2. ↑  Deze tabel is bijgewerkt tot en met de laatste editie (2024).

## Trivia
- De Belgische striptekenaar Hergé verwijst in twee Kuifje-albums naar Trenet. In De zonnetempel zingt kapitein Haddock het lied Le soleil et la lune. In het album Kuifje en het Zwarte Goud komt het lied Boum voor.
- In het Astérix-verhaal Het gouden snoeimes zingt Obélix Douce Gaule, zijn versie van het lied Douce France.
- In 2007 is La Mer veelvuldig te horen in de film Mr. Bean's Holiday.
- Het nummer wordt ook in de film Skyfall gebruikt.
- In het stripalbum 'Het zwaard van de Paladijn' zingt commandant Bob Morane het lied La Mer.